# واندا جي. براينت
واندا جي. براينت (بالإنجليزية: Wanda G. Bryant)‏ هي قاضية ومحامية أمريكية، ولدت في 26 يونيو 1956 في ساوثبورت في الولايات المتحدة.